# Rene Ricard
Rene Ricard (ur. 23 lipca 1946 w Bostonie, Massachusetts; zm. 1 lutego 2014 w Nowym Jorku) – amerykański poeta, aktor, krytyk sztuki i malarz.
Rene Ricard urodził się w USA jako Allen Napoleon Ricard. Był aktorem, znanym z Kitchen (1965), The Andy Warhol Story (1966) i Asthma (2014).

## Filmografia
- Kitchen (1965)
- The Andy Warhol Story (1966)
- Underground U.S.A. (1980)
- On Seventh Avenue (1996)
- You Wont Miss Me (2009)
- Asthma (2014)